# ریچلند (نبراسکا)
ریچلند(به انگلیسی: Richland) شهری در ایالت نبراسکا کشور ایالات متحده آمریکا است که جمعیت آن در سرشماری سال ۲۰۱۰ میلادی، ۷۳ نفر بوده‌است.